# 阿武西亚斯
阿武西亚斯，是西班牙加泰罗尼亚赫罗纳省的一个市镇。总面积86平方公里，总人口6,515人（2018年），人口密度75.6人/平方公里。

## 友好城市
- 法國 弗洛拉克三河镇